# Chailicyon
Chailicyon — вимерлий рід хижоподібних ссавців з родини міацид, який мешкав у Азії протягом середнього та пізнього еоцену.